# Carta internazionale dei diritti digitali
La Carta Internazionale dei Diritti Digitali, redatta da Alessandro Rossi e Fabrizio Melchiori è stata presentata in Roma il 14 Novembre 2014, nell'ambito dell'iniziativa Social Innovation Around (SIA 2014).
La Carta Internazionale dei Diritti Digitali è un documento che affronta il tema dei diritti dei cittadini in ambiente digitale. A differenza di molte altre analoghe scritture, la Carta Internazionale dei Diritti Digitali non si focalizza solamente su una prospettiva tecnica e quindi sul diritto di accesso allo strumento tecnologico (i.e. l'infrastruttura web), bensì perviene alla formulazione dei diritti studiando il "tema dell'accesso allo spazio digitale", secondo un approccio classico, ponendo al centro la 'partecipazione', intesa come valore, diritto, e anche, come dovere inalienabile di ogni cittadino, di esercitare le proprie prerogative politiche e sociali.
La Carta Internazionale dei Diritti Digitali nasce nel 2014, quando Social Innovation Society invita due studiosi - Alessandro Rossi e Fabrizio Melchiori - che da anni si occupano rispettivamente di diritti digitali e di ricerca, a curare e redigere il testo di una "Carta dei Diritti" che sia attuale e risponda alle esigenze della Società della Conoscenza. (V.Manuel Castells)
Una volta redatta, la Carta Internazionale dei Diritti Digitali è attesa divenire oggetto di "discussione partecipata" attraverso il web, anche grazie al supporto degli Stati Generali dell'Innovazione, ente che opera attraverso un wiki dedicato. Tale processo di "discussione partecipata", in concorso con gli autori del 
testo originale, ha la duplice finalità di raccogliere opinioni, suggerimenti, input dai cittadini e di poter approdare ad una completa e condivisa 
consapevolezza dei contenuti espressi.

## Analisi Documentale
Il primo passo per la realizzazione della Carta Internazionale dei Diritti Digitali è consistito in una fase di intensa ed approfondita analisi documentale. Ha operato in tal senso Fabrizio Melchiori, il quale ha avuto modo di studiare nel dettaglio centinaia di contenuti storici, pervenendo ad un insieme di documenti, composto da vere e proprie carte dei diritti e altri documenti storici ad esse assimilabili.
Melchiori ha analizzato il concetto di "diritto", ripercorrendo oltre duemila anni di concezioni ed interpretazioni differenti, sistematizzando quanto espresso nei documenti analizzati, al fine di pervenire ad un impianto logico di riferimento, che è stato posto alla base delle successive fasi di formalizzazione e analisi dell'evoluzione nel diritto di principi, di valori e di regole universali.
Questa analisi ha permesso il riconoscimento dei diritti inviolabili dell'uomo, così come percepiti - attraverso la storia - nelle rispettive evoluzioni e con diverse sensibilità.
Riassumendo, si tratta di: tutela della vita umana sotto ogni forma, eguaglianza di tutti i cittadini, tutela dei diritti politici e sicurezza contro il bisogno. Ad essi si aggiungono, in tempi più recenti, la pari dignità sociale, il pieno sviluppo della persona umana, il diritto allo studio, il diritto all'informazione, il diritto alla privacy etc.
I documenti-cardine della ricerca, citati nel testo della Carta Internazionale dei Diritti Digitali, sono: 
- Dichiarazione Universale dei Diritti Umani
- Convenzione Internazionale sui Diritti Civili e Politici
- Carta dei diritti fondamentali dell'Unione europea
- Convenzione internazionale sui diritti dell'infanzia
- Dichiarazione Universale dell'UNESCO sulla Diversità Culturale (PDF), su unesco.it. URL consultato il 31 gennaio 2015 (archiviato dall'url originale il 30 maggio 2014).
- Convenzione internazionale sui diritti economici, sociali e culturali
- Dichiarazione dei diritti della donna e della cittadina

## Il Foro Pubblico Digitale
Dal punto di vista dei contenuti, la Carta Internazionale dei Diritti Digitali aggiunge un nuovo diritto: il diritto alla partecipazione al Foro Pubblico Digitale.
Gli autori avvertono che il "cittadino digitale" - a differenza del "cittadino" inteso in senso storico e tradizionale - non ha a sua disposizione un "foro pubblico", in questo caso "foro pubblico digitale", ossia un "luogo pubblico" ove sia possibile da un lato manifestare liberamente la propria opinione, dall'altro essere esposto al pensiero altrui ("discorso" o "esperienza"), in forma pubblica, condivisa, programmata ed anche non programmata, cioè sia desiderata che indesiderata.
Un "foro pubblico" adibito al tipo di manifestazione ed esposizione indicato nel paragrafo precedente è sempre stato al centro di moltissime "carte dei diritti" storiche, sia in forma di luogo fisico (come piazza, strada, chiese, etc.), che in forma astratta, nella veste di "intermediario", come ad esempio i mass media.
Il "foro pubblico" è considerato il santuario della libertà di espressione; e quindi, della Democrazia. Gli autori ritengono che, al momento, in Internet - massima espressione del mondo e della cultura digitale - non esista uno spazio che risponda a tutti i requisiti utili per essere definito "foro pubblico digitale".
Secondo gli autori non esiste oggi un "luogo" virtuale che sia nel contempo:
1. luogo pubblico (quindi, assolutamente NON privato)
2. ambiente condiviso
3. luogo dove il cittadino possa esprimere liberamente le proprie opinioni,
4. luogo dove il cittadino possa essere sottoposto, in forma programmata e non programmata, desiderata ed indesiderata, alle opinioni ed esperienze altrui.

Come ha sintetizzato Alessandro Rossi nel suo intervento al SIA 2014:
Il tema della necessità di un "foro pubblico digitale" e dei rischi che la sua assenza comporta è da anni oggetto dell'analisi di Alessandro Rossi. Secondo lo studioso, un "foro pubblico digitale" contribuirebbe ad attenuare i rischi sociali cui i nuovi media digitali espongono i cittadini (ad esempio, tra gli altri, i rischi di polarizzazione, frammentazione ed information cascade, ben documentati da studiosi come Neil Postman e Cass Sunstein). Nelle sue opere - come nella Carta Internazionale dei Diritti Digitali - lo studioso insiste sul ruolo dell'educazione del cittadino alla tecnologia ed all'innovazione nel suo aspetto simbolico e culturale, oltre che meramente tecnico e tecnologico, enfatizzando l'importanza di attrezzare la Scuola, affinché diventi istituzione in grado di fornire ai cittadini gli strumenti per comprendere e determinare l'impatto dei cambiamenti tecnologici a livello sociale, politico e culturale.